# Remipedia
Remipedia, razred u potkoljenu rakova. Podijeljen je na dva reda, od kojih je jedan fosilni.
Ovim rakovima pripada i jedina otrovna vrsta rakova, a otkrivena je u pećinama Srednje Amerike, to je Xibalbanus tulumensis. Prvi puta opisan je 1987. godine pod imenom Speleonectes tulumensis Yager, 1987, a 2013. godine prebačen je u rod Xibalbanus.

## Podjela
- E Classis Remipedia Yager, 1981
  - Ordo Enantiopoda †
    - Familia Tesnusocarididae Brooks, 1955 †

  - Ordo Nectiopoda
    - Familia Cryptocorynetidae Hoenemann, Neiber, Schram & Koenemann in Hoenemann, Neiber, Humphreys, Iliffe, Li, Schram & Koenemann, 2013
    - Familia Godzilliidae Schram, Yager & Emerson, 1986
    - Familia Kumongidae Hoenemann, Neiber, Schram & Koenemann in Hoenemann, Neiber, Humphreys, Iliffe, Li, Schram & Koenemann, 2013
    - Familia Micropacteridae Koenemann, Iliffe & van der Ham, 2007
    - Familia Morlockiidae García-Valdecasas, 1984
    - Familia Pleomothridae Hoenemann, Neiber, Schram & Koenemann in Hoenemann, Neiber, Humphreys, Iliffe, Li, Schram & Koenemann, 2013
    - Familia Speleonectidae Yager, 1981
    - Familia Xibalbanidae Olesen, Meland, Glenner, van Hengstum & Iliffe, 2017